# Enten-Täubling
Der Enten-Täubling oder Graugrüne Reiftäubling (Russula anatina) ist ein Pilz aus der Familie der Täublingsverwandten. Es ist eine seltene Art, die ein wenig an den Blaugrünen Reiftäubling erinnert.

## Merkmale

### Makroskopische Merkmale
Der Hut ist 4–9 cm breit, niedergedrückt und oft wellig verbogen. Der Hut erinnert insgesamt an den Blaugrünen Reiftäubling, er ist aber dunkler verwaschen graugrün bis stahlblau. Die Huthaut neigt vom Rand her dazu, feldrig aufzuplatzen, ähnlich wie beim Risshütigen Frauentäubling (R. cyanoxantha var. cutefracta). Die Mitte verblasst im Alter trüb-ockerfarben, und wird beim Trocknen bräunlich rosa. Auch grün-oliv mit gelbbräunlichen und lila Farbtönen kommen vor.
Die cremefarbenen Lamellen sind am Stiel angewachsen, oft runzelig geadert und gegabelt. Sie sind nicht untermischt und stehen vergleichsweise dicht.
Der Stiel ist 3–6 cm lang und 1–1,5 cm breit. Er ist zylindrisch, weißlich und mehr oder weniger schwammig. Das Fleisch ist weiß, weitestgehend geruchlos und färbt sich mit Eisensulfat schmutzig rosa bis graugrün. Der Pilz schmeckt mild, in den Lamellen etwas schärflich. Das Sporenpulver ist cremefarben.

### Mikroskopische Merkmale
Die Sporen sind 6–8,5 µm lang und 5–7 µm breit. Sie sind mit groben, isolierten Warzen von sehr variabler Höhe besetzt. Die Hyphen-Endzellen der Huthaut sind mehr oder weniger verschmälert, mit oft 6–10 µm breiten oder bauchig erweiterten, aber selten leicht isodiametrischen Zellen. Die zahlreichen und sehr variablen Pileozystiden sind oft keulig, knopfig oder verengt und (4) 6–8 (10) µm breit.

## Ökologie
Der Enten-Täubling ist wie alle Täublinge ein Mykorrhizapilz, der vorzugsweise mit Eichen eine symbiontische Beziehung eingeht. Mitunter können auch andere Laubbäume wie Hainbuche und Birke als Wirte für eine symbiontische Beziehung dienen.
Man kann den Täubling in lichten, eichenreichen Rotbuchen- und Hainbuchen-Eichenwäldern und in Hartholzauen finden. Er kommt aber auch in Eichenhainen, an grasigen Wald- und Waldwegrändern, in Parkanlagen und Eichenalleen vor.
Dabei bevorzugt der Täubling mäßig frische bis mäßig feuchte, auch wechselfeuchte, neutrale bis alkalische Böden, wie Mullböden, Pararendzinen, Terra fusca, Braunlehm und Auenböden, über Kalk, Mergel, Schottern und Sanden.
Die Fruchtkörper erscheinen vom Sommer bis in den Frühherbst. Als planare bis submontane Art kommt der Pilz im Flach-, Hügel- und unterem Bergland vor.

## Verbreitung

Europäische Länder mit Fundnachweisen des Enten-Täublings.
Legende:
Länder mit Fundmeldungen
Länder ohne Nachweise
keine Daten
außereuropäische Länder

Der seltene Enten-Täubling kommt in Nordafrika (Marokko) und in Europa vor. In Europa wurde er im Westen in Frankreich, der Niederlande und Belgien nachgewiesen. Einige wenige Fundmeldungen gibt es auch aus England, Nordirland und der Irischen Republik. Außerdem kommt er in Mittel- und im südlichen Nordeuropa vor.
In Deutschland ist der Enten-Täubling nördlich des 52. Breitengrades extrem selten, aber auch südlich davon kommt er nur recht selten vor, am häufigsten scheint er noch im Saarland zu sein. Auf der Roten Liste wird die Art als stark gefährdet (RL2) eingestuft.

## Systematik

### Infragenerische Systematik
Der Enten-Täubling wird in die Untersektion Griseinae gestellt, einer Untersektion der Sektion Heterophyllea. Die Untersektion enthält mittel- bis große Arten mit grau, grün, violett oder olivfarbenem Hut. Die an sich mild schmeckenden Pilze haben leicht schärfliche Lamellen, ihr Sporenpulver ist cremefarben bis ocker.

### Unterarten und Varietäten
Russula anatina var. xanthochlora  (Lange) Bon ist eine Varietät mit dominant grünlich gelber Farbe, ohne Spuren von schmutzig graugrün oder rosa.

## Bedeutung
Der Täubling ist essbar, aber nicht für jeden bekömmlich.